# Eumonhystera paradoxa
Eumonhystera paradoxa är en rundmaskart. Eumonhystera paradoxa ingår i släktet Eumonhystera, och familjen Monhysteridae. Arten är reproducerande i Sverige.